# Museum Witt
Das Museum Witt München (MWM) war eine zoologische Forschungseinrichtung und ein Naturkundemuseum in München. Im Jahr 2023 wurde das Museum geschlossen; seitdem befindet sich die Sammlung Museum Witt komplett in den Räumlichkeiten der Zoologischen Staatssammlung München. Der im Jahr 2000 von der Zoologischen Staatssammlung und dem damaligen Museum Witt beschlossene Sammlungsverbund mit den weltweit meisten „spinnerartigen“ Nachtfaltern umfasste zirka 10 Mio. Schmetterlinge, wobei das Museum Witt zirka 3 bis 3,5 Mio. Schmetterlinge einbrachte.

## Museumsgründer

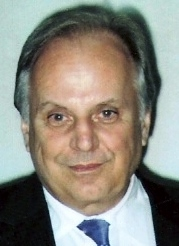
Thomas J. Witt, der Gründer des Museums

Das Museum Witt wurde 1980 von Thomas Josef Witt (* 2. September 1947 in Bad Reichenhall; † 28. Januar 2019 in München) gegründet. Witt studierte Betriebswirtschaftslehre und entstammte einer Unternehmerfamilie; er war Enkel des Gründers des Textilversandhauses Josef Witt. Der Bestand des Museums wurde seit 1962 durch die private Sammeltätigkeit des Museumsgründers aufgebaut. Im Alter von 18 Jahren publizierte Witt bereits seinen ersten Fachbeitrag in einer wissenschaftlichen Zeitschrift.  Bei der Namenswahl für das Museum wurde ein Bezug zu den Naturkundemuseen hergestellt.
Im Jahr 2000 wurde ein Vertrag zwischen Witt und der Generaldirektion der Zoologischen Staatssammlung München (ZSM) mit dem Ziel geschlossen, den Fortbestand des Museums und der Sammlung durch einen Sammlungsverbund dauerhaft zu sichern. Der Bayerische Staatsminister für Wissenschaft Hans Zehetmair war im Rahmen der Bildung des Sammlungsverbundes anwesend.

## Sammlung
Im Jahr 2023 wurde das Museum Witt geschlossen und die letzten Teile der Sammlung in ein eigenes Magazin in den Räumlichkeiten der Zoologischen Staatssammlung München verlegt (Sammlung Museum Witt). Das Museum Witt erhielt den Status einer Abteilung der Zoologischen Staatssammlung und bekam in deren Gebäude ein eigenes, von den übrigen Sammlungen getrenntes Magazin mit Wissenschaftlerzimmer. Das Museum brachte im Jahr 2000 zirka 3 bis 3,5 Mio. Schmetterlinge ein, die Zoologische Staatssammlung zirka 7 Mio. Schmetterlinge.
Die Sammlung des Museums Witt ist in mehr als 20.000 Insektenkästen untergebracht. Sie besteht aus etwa 50 Sammlungen verstorbener Lepidopterologen, die zu einer Hauptsammlung integriert wurden. Zur Unterbringung dienen eigens zu diesem Zweck von Thomas J. Witt entwickelte und patentierte Kunststoffboxen, das sogenannte Proinsecta-System. Im Zuge der Forschungstätigkeit von Gastforschern wurde ein Bestand von circa 30.000 mikroskopischen Präparaten aufgebaut.

## Forschungsaktivitäten
Das Museum unterstützte weltweit Forschungsaktivitäten und förderte den Aufenthalt von Gastforschern, deren fester Stamm derzeit an die 30 international tätige Wissenschaftler zählt. Neben der Sammlung an Schmetterlingen steht den Gastforschern eine Bibliothek mit mehreren tausend Bänden an Fachbüchern und eine weitgehend ab Erscheinungsjahr komplette Sammlung von etwa 1000 Fachzeitschriften und über 25.000 Sonderdrucken zur Verfügung. Der Bestand ist via Internet abrufbar, steht aber nur den Gastforschern zur Fernleihe zur Verfügung. 
Darüber hinaus wurden von Thomas J. Witt mehrere 100 Expeditionen mit zum Teil mehrköpfigen Forscherteams zunächst in verschiedene Teilstaaten der ehemaligen Sowjetunion bis nach Fernost organisiert, später nach Iran, Afghanistan, Nordindien, Nepal, Burma, Thailand, Vietnam über Taiwan in die nahezu gesamte indoaustralische Inselwelt bis Neuguinea. Expeditionen nach Nordafrika von Marokko bis Ägypten an die Grenze des Sudan, in das Hoggar-Massiv inmitten der Sahara bis in die Arabische Halbinsel vervollständigten die Erforschung des palaearktischen Faunengebietes.
Seit Beginn der 1990er Jahre wurde diese Expeditionstätigkeit auch auf den tropischen afrikanischen Kontinent bis Südafrika und nach Südamerika ausgedehnt. Die Afrika-Abteilung des Museums steht unter der Leitung des Afrikaforschers Harald Sulak in Weiden. Sulak führte im Zusammenhang mit seiner Sammeltätigkeit zahlreiche Expeditionen auf dem gesamten afrikanischen Kontinent durch. Dabei nutzte er einen Expeditions-LKW, der in Forscherkreisen einen legendären Ruf genießt.
In Zusammenarbeit mit Günter Müller, Universität Tel Aviv, engagiert sich das Museum auch zunehmend in internationalen Projekten zur Erforschung der Malaria-Mücke, deren Ausbreitung bedingt durch die weltweite Klima-Erwärmung auch für den europäischen Kontinent eine große Gefahr darstellt.
Die Sammlung Witt ist zu Forschungszwecken auf Anfrage bei der ZSM zugänglich. Weitere Forschungsprojekte werden über die Thomas Witt Stiftung abgewickelt.
Zur Veröffentlichung der Forschungsergebnisse wurde im Jahre 1980 zusammen mit Maximilian Schwarz, Linz, Konsulent für Wissenschaft der Oberösterreichischen Landesregierung, die Fachzeitschrift „Entomofauna“ gegründet, die seither mit einem Umfang von mindestens 500 Seiten jährlich regelmäßig erscheint und weltweit mit Universitäten und entomologischen Instituten, die ihrerseits Fachorgane herausgeben, im Schriftentausch steht. Auch wurde 2013 vom Museum in Zusammenarbeit mit der Universität Vilnius, Litauen, die Serie „Proceedings of the Museum Witt Munich“ begründet, in der umfangreichere Forschungsergebnisse in Buchform veröffentlicht werden können.

## Auszeichnungen
Thomas J. Witt wurde 2001 mit der Ritter-von-Spix-Medaille der Zoologischen Staatssammlung München als Stifter geehrt. Er wurde zudem für seine Leistungen am 22. November 2013 vom Dekan der Ludwig-Maximilians-Universität in München mit dem Titel Dr. rer. nat. h. c. ausgezeichnet. Am 6. Dezember 2014 wurde ihm der  Akademie-Preis der Bayerischen Akademie der Wissenschaften zugesprochen. Am 18. Dezember 2017 wurden ihm vom Rektor an der University of Sciences, Techniques and Technologies in Bamako, Mali, der Rang und Titel Professor in Entomology verliehen.

## Publikationen
Witt forschte in dem von ihm gegründeten Naturkundemuseum und publizierte unter seinem Namen mit Koautoren in diversen Fachzeitschriften.
- Ivinskis P. & Witt T.J. Moths and Hawkmoths of Lithuania.
- Thöny H. & Witt T. 2019. Entomologische Bibliographie von Dr. h.c. Georg Warnecke (28. April 1883 - 20. September 1962). Entomofauna. 40.
- Grehan J.R. & Mielke C.G.C. & Ignatyev N. & De Groof B. & Austin K. & Witt T.J. 2019. Three new species of Endoclita C. &. R. Felder, 1874 from northern Laos and Thailand (Lepidoptera: Hepialidae). Entomofauna. 40.
- Ignatev N. & Przybylowicz L. & Witt T. 2019. A review of the genus Mecistorhabdia Kiriakoff, 1953 (Lepidoptera: Erebidae, Artciinae, Syntomini, Thyretina) with description of a new species from Central African Republic, Africa. Zootaxa.
- Witt T. 2019. Beitrag in Zwier, J.H.H.: Aganainae of the World. A Documentation and a guide to their identification. Proceedings of the Museum Witt. 8: 1-281.
- Yakovlev R.V. & Sinev S.Yu. & Naydenov A.E. & Penco F.C. & Witt T. 2019. Redescription of the genus Allocryptobia Viette, 1951 (Lepidoptera: Cossidae). Shilap.
- De Freina J. & Witt T.J. 2018. Beschreibung von drei neu entdeckten Amata FABRICIUS, 1807-Arten von Kalimantan, Borneo, Indonesien (Lepidoptera: Erebidae, Arctiinae, Syntomini). Entomofauna. 39(2): 863-880.
- Grehan J.R. & Witt T. & Ignatev N. 2018. New Species of Aenetus from Sumatra, Indonesia (Lepidoptera: Hepialidae) representing a 5,000 km biogeographic disjunction. Entomofauna. 39(2): 849-862.
- Poltavsky A. & Kravchenko V.D. & Traore M.M. & Traore S.F. & Gergely P. & Witt T.J. & Sulak H. & Junnila A. & Revay E. & Doumbia S. & Beier J. & Müller G. 2018. The Pyraloidea (Lepidoptera) fauna of the woody savannah belt in Mali, West Africa. Zootaxa. 4457(1): 39ff.
- Speidel W. & Hausmann A. & Witt T. 2018. Revision of the erythrophleps species-group of the genus Eospilarctia Koda, 1988 (Lepidoptera, Erebidae, Arctiinae) . Entomofauna. 39(2): 817-835.
- Yakovlev R.V. & Sokolova G.G. & Witt T.J. 2018. Cecryphalini Yakovlev et Witt, trib. n. — new tribe of Carpenter-Moths (Lepidoptera: Cossidae: Zeuzerinae). Russian Entomol.J.. 27(4): 415-424.
- Yakovlev R.V. & Witt T.J. 2018. Redescription of the genus Alophonotus Schoorl, 1990 (Lepidoptera: Cossidae) based on the morphology of male and female genitalia. Shilap. 46(184): 647-652.
- Yakovlev R.V. & Witt T.J. 2018. Redescription of the little known Genus Eburgemellus Schoorl,1990 (Lepidoptera: Cossidae) . Far Eastern Entomologist. 364: 1-5.
- Yakovlev R.V. & Witt T.J. 2018. Redescription and Catalogue of little known Genus Pseudozeuzera Schoorl, 1990 (Lepidoptera: Cossidae). Russian Entomological Journal. 27(3): 289-292.
- Brechlin R. & Witt T. 2017. Automeris maximae n. sp., eine neue Saturniide (Lepidoptera) aus Kolumbien. Entomo-Satsphingia. 10(1): 18-21.
- Hofmann A. & Spalding A. & Tarmann G. & Witt T.(eds.) 2017. Gerry Tremewan (1931 – 2016). The adventurous life of a Cornish entomologist. Entomofauna Supplement. 20: 1-215.
- Vakovlev R. & Witt T. 2017. Four new species of Azygophleps Hampson, 1892 (Lepidoptera, Cossidae, Zeuzerinae) from Africa . Zootaxa.
- Witt T. & Nazarov V. 2017. Role of the entomological collections while studying the relationship of plants fertilizers. . Proceedings of International Academic and Research Conference "Actual problems Botany and Conservation", devoted to the 150th anniversary since the birth of professor G.F. Morozov (Simferopol, 28–30 November 2017) / edit. S.F. Kotov. – Simferopol: IT "ARIAL". 261-265.
- Yakovlev R.V. & Penco F.C. & Witt T.J. 2017. Five new species of the genus Schreiteriana Fletcher et Nye, 1982 (Lepidoptera: Cossidae) from Peru and Columbia (South America). Russian Entomol. J.. 26(4): 339-342.
- Yakovlev R.V. & Witt T.J. 2017. Four new species of Azygophleps Hampson, 1892 (Lepidoptera, Cossidae, Zeuzerinae) from Africa. Zootaxa. 4303(3): 437-444.
- Yakovlev R.V. & Witt T.J. 2017. Meharia Chrétien, 1915 - new genus in Zimbabwean Fauna (Lepidoptera: Cossidae). Shilap Revta. lepid.. 45(180): 589-591.
- Yakovlev R.V. & Witt Th.J. 2017. Eight new species of genus Camellocossus Yakovlev, 2011 (Lepidoptera: Cossidae) from North and East Africa. Russian Entomol. J.. 26(2): 151-159.
- Yakovlev R.V. & Witt Th.J. 2017. Redescription of the Genus Paralophonotus Schoorl, 1990 based on the morphology of male genitalia (Lepidoptera: Cossidae). Shilap Revta. lepid.. 45(180): 665-668.
- Yakovlev R. & Witt T-J- 2017. Four new species of Azygophleps Hampson, 1892 (Lepidoptera, Cossidae, Zeuzerinae) from Africa . Zootaxa.
- Yakovlev R. & Witt T. 2017. World catalogue of the genus Cossulus Staudinger, 1887 (Lepidoptera, Cossidae) with description of Cossulus irtlachi sp. nov. from Kyrgyzstan. . Zootaxa. 4311(1): 62-80.
- Dubatolov V.V. & Zolotuhin V.V. & Witt T.J. 2016. Review of Lithosia Fabricius, 1798 and Conilepia Hampson, 1900 (Lepidoptera, Arctiidae). Zootaxa. 4107(2): 175-196.
- Kravchenko V.D. & Ronkay L. & Mooser J. & Speidel W. & Revay E.E. & Witt T. & Müller G.C. 2016. An annotated checklist of the Noctuoidea of Jordan with remarks on ecology, phenology and zoogeography. Part VI. Noctuidae: Acontiinae, Acronictinae, Bagisarinae, Bryophilinae, Condicinae, Dilobinae, Eriopinae, Eustrotiinae, Heliothinae, Metoponiinae, Plusiinae, and Psaphidinae. Israel Journal of Entomology. 46: 1-10.
- Penco F.C. & Yakovlev R.V. & Witt T.J. 2016. Taxonomic notes on the genera Brypoctia Schoorl, 1990 and Schreiteriana Fletcher & Nye, 1982 (Lepidoptera, Cossidae). Zootaxa. 4205(3): 297-300.
- Sulak H. & Naumann S. & Witt T. 2016. A new species of Ceridia Rothschild & Jordan, 1903 (Lepidoptera: Sphingidae, Smerinthini) from Ethiopia . Entomofauna. 37(7): 137-148.
- Trofimova T. & Shovkoon D. & Witt T. 2016. A revision of the genus Calliteara Butler, 1881(Lepidoptera, Erebidae, Lymantriinae). Proc. Mus. Witt. 3: 1-292.
- Weigert L. & Witt T. 2016. Zu Verbreitung, Variabilität und Lebensraum von Gonerda perornata Moore, 1879 (Lepidoptera, Arctiidae) . Entomofauna. 37(38): 581-596.
- Witt T. & Beket U. & Yakovlev R.V. 2016. New data on the distribution of Cossidae (Lepidoptera) in Mongolia. Nota Lepidopterologica. 39(1): 21-25.
- Yakovlev R.V. & Penco F.C. & Witt T.J. 2016. Redescription of genus Psychonopctua Grote, 1865 (Insecta: Lepidoptera, Cossidae, Zeuzerinae). Biological Bulletin of Bogdan Chmelnltskly Melitopol State Pedagogical University. 6(3): 46-50.
- Yakovlev R.V. & Witt T.J. 2016. Politzariella fountainei - New Cossidae (Lepidoptera) Species from Congo. Biological Bulletin of Bogdan Chmelnltskly Melitopol State Pedagogical University. 6(3): 154-156.
- Yakovlev R.V. & Witt T. 2016. Two new species of Afroarabiella Yakovlev, 2008 (Lepidoptera, Cossidae) from Sudan and Ethiopia. European Journal of Taxonomy. 240: 1-8.
- Yakovlev R.V. & Witt T. 2016. A world catalogue of Aholcocerus Yakovlev, 2006 (Lepidoptera, Cossisae) with description of a new species from Indonesia. Zootaxa. 4305(1): 93-96.
- Yakovlev R.V. & Witt T. & Beket U. 2016. New data on the distribution of Cossidae (Lepidoptera) in Mongolia. Nota lepid. 39(1): 21-25.
- Yakovlev R. & Witt & T. 2016. A world catalogue of Phragmataecia (Lepidoptera: Cossidae), with a new species from Kazakhstan and Kyrgyzstan. Zootaxa. 4085(4): 589-600.
- Kravchenko V.D. & Mooser J. & Ronkay L. & Revay E.E. & Speidel W. & Witt T. & Müller G.C. 2015. An annotated checklist of the Noctuoidea of Jordan with remarks on ecology, phenology and zoogeography. Part V: Noctuinae (Lepidoptera, Noctuidae). SHILAP (Revista de Lepidopterología). 43(172): 517-523.
- Kravchenko V.D. & Revay E.E. & Mooser J. & Ronkay L. & Witt T. & Speidel W. & Müller G.C. 2015. An annotated checklist of the Noctuoidea of Jordan with remarks on ecology, phenology and zoogeography. Part III: Xyleninae. SHILAP (Revista de Lepidopterología). 43(170): 181-188.
- Kravchenko V.D. & Speidel W. & Witt T. & Revay E.E. & Mooser J. & Ronkay L. & Müller G.C. 2015. An annotated checklist of the Noctuoidea of Jordan with remarks on ecology, phenology and zoogeography. Part IV: Hadeninae (Lepidoptera, Noctuidae). SHILAP (Revista de Lepidopterología). 43(171): 341-347.
- Schintlmeister A. & Witt T. 2015. The Notodontidae of South-Africa including Swaziland and Lesotho (Lepidoptera). Proc. Mus. Witt . 2: 1-288.
- Speidel W. & Hausmann A. & Müller C.G. & Kravchenko V.D. & Mooser J. & Witt T.J. & Khallaayoune K. & Prosser S. & Hebert P.D.N. 2015. Taxonomy 2.0: Next Generation-Sequencing of old type specimens supports the description of two new species of the Lasiocampa decolorata group from Morocco (Lepidoptera, Lasiocampidae). Zootaxa. 3999(3): 401–412.
- Witt T. & Kravchenko V.D. & Speidel W. & Mooser J. & Revay E.E. & Müller G.C. 2015. An annotated checklist of the Noctuoidea of Jordan with remarks on ecology, phenology and zoogeography. Part II: Cuculliinae & Oncocnemidinae (Lepidoptera: Noctuidae). Shilap. 43(169): 41-47.
- Witt T. & Kravchenko V.D. & Speidel W. & Mooser J. & Revay E.E. & Müller G.C. 2015. An annotated checklist of the Noctuoidea of Jordan with remarks on ecology, phenology and zoogeography. Part I: Erebidae & Euteliidae (Lepidoptera: Noctuidae). Shilap. 43(169): 5-14.
- Yakovlev R.V. & Poltavsky A.N. & Ilyina E.V. & Shchurov V.I. & Witt & T. 2015. Cossidae (Lepidoptera) of the Russian Caucasus with the description of a new species. Zootaxa. 4044(2): 270-288.
- Yakovlev R.V. & Witt T. 2015. Meharia ganslmeieri sp. nov. – a new Cossidae species from Zambia (Lepidoptera). Zootaxa. 4032(3): 319-321.
- Yakovlev R. & Pljustch I.G. & Skrylnik Y. & Pak O. & Witt T. 2015. The Cossidae (Lepidoptera) of Afghanistan with description of three new species and special notes on the fauna of Bande-Amir National Park. Zootaxa. 3990(1): 41–72.
- Yakovlev R. & Witt T. 2015. Orientozeuzera martinii sp. nov., a new species of Carpenter-Moths (Lepidoptera: Cossidae) from Borneo. Zootaxa. 3990(1): 138–140.
- Yakovlev R. & Witt T. 2015. Azygophleps brehmi Yakovlev & Witt sp. nov. – a new Carpenter-Moth (Lepidoptera, Cossidae) from Ethiopia. Russian Entomological Journal. 25(1): 71-73.
- Greifenstein T. & Thöny H. & Witt T. & Speidel W. 2014. Eine Neue Art der Gattung Brachyglene HERRICH-SCHÄFFER, 1855 aus Brasilien (Lepidoptera, Notodontidae).17.Beitrag zur Heteroceren-Fauna Brasiliens. Entomofauna. 35(25): 541-552.
- Hofmann A. & Tarmann G.M. & Witt T.J. 2014. Erinnerungen an Karl-Heinz Wiegel (8.2.1918 - 4.7.2003). NachrBl. bayer. Ent. 63(3/4): 74-89.
- Schintlmeister A. & Witt T. 2014. Nephodonta cognata sp. n., eine übersehene Notodontidae aus Taiwan (Lepidoptera: Notodontidae). Entomofauna. 35(23): 525-532.
- Witt T. & Schintlmeister A. 2014. Eine neue Lymantride aus Sulawesi, Belinda zoe gen. n. et sp. n. (Lepidoptera: Lymantriidae). Entomofauna. 35(24): 533-540.
- Schintlmeister A. & Witt T.J. 2013. Polymona schellhorni sp nov., a new lymantrid moth from Jordania (Lepidoptera: Lymantriidae). Zootaxa. 3745(2): 296-298.
- Saldaitis A. & Ivinskis P. & Witt T. & Pekarsky O. 2012. Review of the Eospilarctia yuennanica group (Lepidoptera, Erebidae, Arctiinae) from the Indo – Himalayan region, with description of two new species and one subspecies. ZooKeys. 204: 53–70.
- Solovyev A.V. & Witt T.J. 2011. Two new species of Pseudiragoides Solovyev & Witt, 2009 from China (Lepidoptera, Limacodidae). Entomologische Zeitschrift. 121(1): 36–38.
- Zolotuhin V.V. & Pugaev S.N. & Sinjaev V.V. & Witt T. 2011. The biology of Mirinidae with description of preimaginal instars of Mirina confucius Zolotuhin & Witt, 2000 (Lepidoptera, Mirinidae). Tinea. 21(4): 189-198.
- Diller E. & Gusenleitner F. & Schacht W. & Schwarz M. & Witt T. 2010. Die Zeitschrift Entomofauna - 30 Jahre erfolgreiche Kooperation. Entomologica Austriaca. 17: 171-194.
- Gyulai P. & László M.G. & Pekarsky O. & Peregovits L. & Ronkay G. & Ronkay L. & Szabóky C. & Varga Z. & Witt T.J. 2010. Macrolepidoptera of Hungary. Heterocera Press, Budapest. 1-253.
- Kravchenko V.D. & Matov A. & Speidel W. & Rybalov L. & Seyoum E. & Beredin S. & Negeri M. & Witt T. & Mooser J. & Müller G.C. 2010. Contributions to the Lepidoptera fauna of Ethiopia: Catocalinae (Noctuidae). Lepidoptera Novae (Gainesville). 3(1): 41-52.
- László G.M. & Ronkay G. & Witt T.J. 2010. Contribution to the Nolinae (Lepidoptera, Noctuidae) fauna of North Thailand (Plates 1-11). Esperiana. 15: 7-125.
- Müller G.C. & Kravchenko V.D. & Revay E. & Speidel W. & Mooser J. & Beredin S. & Witt T. 2010. The Nolidae of Jordan: Distribution, Phenology and Ecology. Entomofauna Zeitschrift für Entomologie. 31(4): 69-84.
- Witt T.J. & Solovyev A.V. 2010. A new species of Tanvia Solovyev & Witt, 2009 from Thailand (Lepidoptera: Limacodidae). Entomologische Zeitschrift, Stuttgart. 120(6): 257-258.
- Kravchenko V.D. & Witt T. & Speidel W. & Mooser J. & Junnila A. & Muller G.C. 2009. The Earidinae and Chloeophorinae (Lepidoptera: Noctuoidea, Nolidae) of Israel: distribution, phenology and ecology. Russian Entomological Journal. 18(2): 1-5.
- Kravchenko V.D. & Witt T. & Speidel W. & Mooser J. & Junnila A. & Müller G.C. 2009. The Eariadinae and Chloephorinae (Lepidoptera: Noctuoidea, Nolidae) of Israel: Distribution, Phenology and Ecology. Russian Entomological Journal. 18(2): 117-121.
- Solovyev A.V. & Witt T.J. 2009. The Limacodidae of Vietnam (Lepidoptera). Entomofauna Supplement. 16: 33–229.
- Witt T.J. & Behounek G. & Speidel W. & Sinyaev V. 2009. Additional data for Platychasma elegantula (Lepidoptera, Notodontidae). Entomofauna. 39(9): 129-136.
- Witt T.J. & Nässig W. & Ignatyev N.N. 2009. Two new species of the genus Ganisa Walker, 1855 from Sulawesi and Flores, Indonesia (Lepidoptera: Eupterotidae). Entomofauna. 30(26): 453-464.
- Yakovlev R.V. & Witt T.J. 2009. The Carpenter Moths (Lepidoptera, Cossidae) of Vietnam. Entomofauna Supplement. 16: 11-32.
- Zolotuhin V.V. & Witt T.J. 2009. The Bombycidae of Vietnam (Lepidoptera). Entomofauna Supplement. 16: 231-272.
- Kravchenko V.D. & Speidel W. & Witt T.J. & Mooser J. & Seplyarsky V.N. & Saldaitis A. & Junnila A. & Müller G.S. 2008. A new species of Catocala from Israel (Lepidoptera, Noctuidae). Acta Zoologica Lithuanica. 18(2): 127–129.
- Müller G.C. & Kravchenko V.D. & Witt T. & Junnila A. & Mooser J. & Saldataitis A. & Reshöft K. & Ivinskis P. & Zahiri R. & Speidel W. 2008. New underwing taxa of the section of Catocala lesbia Christoph, 1887 (Lepidoptera, Noctuidae). Acta Zoologica Lituanica. 18(1): 30-49.
- Ignatiev N. & Witt T. 2007. A review of Eilema Hübner, 1819 of Russia and adjacent territories. Part 1. The Eilema griseola (Hübner, 1803) species group (Arctiidae: Lithosiinae). Nota lepid. 30(1): 25-43.
- Kravchenko V.D..Fibiger M. & Hausmann A. & Müller G.C. 2007. Noctuidae in: Müller, G.C., Kravchenko,V.D., Hausmann,A., Speidel,W., Mooser,J., Witt,T.J. (eds.) The Lepidoptera of Israel.. -name-. 2: 1-320.
- Kravchenko V.D..Fibiger M. & Hausmann A. & Müller G.C. 2007. Erebidae in: Müller, G.C., Kravchenko,V.D., Hausmann,A., Speidel,W., Mooser,J., Witt,T.J. (eds.) The Lepidoptera of Israel. -name-. 1(-num-): 1-167.
- Kravchenko V.D. & Ronkay L. & Speidel W. & Witt T. & Fibiger M. & Rybalov L. & Dawd M. & Junnila A. & Müller G.C. 2007. Contribution to the Noctuidae (Lepidoptera) fauna of Ethiopia. Atalanta. 38(3/4): 385-393.
- László G.M. & Ronkay G. & Witt T. 2007. New taxa in the Meganola scripta (MOORE, 1888) species group and in the genus Dialithoptera HAMPSON, 1900.Investigations on Asian Nolidae IV (Lepidoptera, Nolidae). Entomofauna. 28(2): 17-32.
- László G.M. & Ronkay G. & Witt T. 2007. New species of the Meganola nitida (HAMPSON, 1894) species-group. Investigations on Asian Nolidae V (Lepidoptera, Nolidae). Entomofauna. 28(14): 157-172.
- László Gy.M. & Ronkay G. & Ronkay L. & Witt T. 2007. The Thyatiridae of Eurasia including the Sundaland and New Guinea (Lepidoptera). Esperiana. 13: 1-683.
- Müller G.C. & Kravchenko V.D. & Ronkay L. & Speidel W. & Witt T. & Mooser J. & Junnila A. & Zilli A. 2007. A new species of Odontelia Hampson, 1905 from Israel and its ecology (Lepidoptera: Noctuidae, Hadeninae). Entomologische Zeitschrift. Stuttgart. 117(6): 243-247.
- Speidel W. & Witt T.J. 2007. A new genus of Galleriinae from South-East Asia (Lepidoptera, Pyralidae). Entomofauna. 28(17): 201-212.
- Witt T.J. & Kravchenko V.D. & Speidel W. & Mooser J. & Junnila A. & Müller G.C. 2007. A new Amata species from Israel (Arctiidae, Syntominae). Nota lepidopterologica. 30(2): 367-373.
- Witt T.J. & Pugaev S.N. 2007. Salassa Belinda sp.n.– a new Nepalese Saturniid species from the lola WESTWOOD, 1847-group (Lepidoptera, Saturniidae). Entomofauna Monographie. 1: 1-11.
- Witt T.J. & Speidel W. 2007. Eine neue Art der Gattung Polymona Walker, 1855, aus Algerien (Lepidoptera, Lymantriidae). Entomofauna. 28(3): 33-44.
- Witt T.J. & Speidel W. 2007. Eine neue Rodneya-Art aus Pakistan (Lepidoptera, Notodontidae). Entomofauna. 28(13): 149-156.
- Yakovlev R.V. & Witt T.J. 2007. Dyspessa aphrodite sp.n. from Greece (Cossidae). Nota lepidopterologica. 30(2): 411-414.
- Zolotuhin V.V. & Witt T.J. 2007. A Revision of the Genus Pyrosis OBERTHÜR, 1880 (= Bhima MOORE, 1888) (Lepidoptera, Lasiocampidae). Nachr. entomol. Ver. Apollo Supplement. 19: 1-31.
- Zolotuhin V.V. & Witt T.J. 2007. A new genus and a new species of the Lasiocampidae (Lepidoptera) from Pakistan. Nachr.entomol.Ver.Apollo Supplement. 19: 32-34.
- László G.M. & Ronkay G. & Witt T. 2006. Description of a New Genus and Five New Species of Nolinae from Thailand. Investigations on Asian Nolidae III.(Lepidoptera, Nolidae). Entomofauna. 27(21): 265-276.
- Müller G.C. & Gyulay M. & Ronkay G. & Ronkay L. & Speidel W. & Kravchenko V.D. & Mooser J. & Witt T. 2006. The Drepanoidea of Israel: Distribution, Phenology and Ecology (Lepidoptera: Thyatiridae and Drepanidae), with description of a new species. Entomofauna. 27: 57-76.
- Müller G.C. & Kravchenko V.D. & Chikatunov V. & Ortal R. & Orlova O. & Chuang L. & Witt T. & Speidel W. & Mooser J. & Hausmann A. 2006. General aspects of the Israeli Light-trap Network concerning Coleoptera. Esperiana. 12: 283-290.
- Müller G.C. & Kravchenko V.D. & Speidel W. & Hausmann A. & Ortal R. & Miller M.A. & Orlova O.B. & Witt T.J. 2006. Distribution, phenology, ecology, behaviour and issues of conservation of the Israeli tiger moth, Olepa schleini Witt et al., 2005 (Lepidoptera: Arctiidae). Mitt. Münch. Ent. Ges. 95: 19-29.
- Müller G.C. & László G.M. & Ronkay G. & Ronkay L. & Speidel W. & Kravchenko V.D. & Mooser J. & Witt T. 2006. The Drepanoidea of Israel: Distribution, Phenology and Ecology (Lepidoptera: Thyatiridae and Drepanidae), with description of a new species. Entomofauna. 27(4): 57-76.
- Witt T. 2006. Eine neue Dalailama STAUDINGER, 1896 - Art (Lepidoptera, Bombycidae) aus China. Entomofauna. 27(3): 45-56.
- Witt T. & Speidel W. 2006. Eine neue Calpenia-Art aus China (Lepidoptera, Arctiidae). Entomofauna. 27(2): 37-44.
- Eitschberger U. & Kravchenko V.D. & Chuang Li & Speidel W. & Witt T. & Müller G.C. 2005. Zwei neue Hemaris Dalman, 1816-Arten (Subgenus Mandarina Eitschberger, Danner & Surholt, 1998) aus dem Nahen Osten (Lepidoptera, Sphingidae). Atalanta. 36(1/2): 199-208.
- Eitschberger U. & Kravchenko V. & Li C. & Speidel W. & Witt T. & Müller G.C. 2005. Zwei neue Hemaris Dalman, 1816 - Arten (Subgenus Mandarina Eitschberger, Danner & Surholt, 1998) aus dem Nahen Osten (Lepidoptera, Sphingidae). Atalanta, Würzburg. 36(1/2): 199-207.
- László G.M. & Ronkay G. & Witt T.J. 2005. New and poorly known species of Nolidae from SE Asia. Investigations on Asian Nolidae II (Lepidoptera, Nolidae). Entomofauna. 26(11): 205-224.
- Müller G.C. & Eitschberger U. & Kravchenko V.D. & Li C. & Miller M.A. & Orlova O. & Speidel W. & Witt T.J. 2005. The Sphingidae of Jordan: Distribution, Phenology and Ecology. Atalanta. 36(1/2): 209-221.
- Müller G.C. & Eitschberger U. & Kravchenko V.D. & Li C. & Speidel W. & Witt T.J. 2005. Zwei neue Hemaris Dalman, 1816 – Arten (Subgenus Mandarina Eitschberger, DANNER & SURHOLT, 1998) aus dem Nahen Osten (Lepidoptera, Sphingidae). Atalanta. 36(1/2): 199-207.
- Müller G.C. & Kravchenko V.D. & Chuang Li & Eitschberger U. & Hausmann A. & Miller M. & Orlova O. & Ortal R. & Speidel W. & Witt T. 2005. The Hawk Moths of Israel: Distribution, Phenology and Ecology (Lepidoptera: Sphingidae). Atalanta. 36(1/2): 222-236.
- Müller G.C. & Kravchenko V.D. & Chuang Li & Eitschberger U. & Miller M. & Orlova O. & Speidel W. & Witt T. 2005. The Sphingidae of Jordan: Distribution, Phenology & Ecology. Atalanta. 36(1/2): 209-220.
- Müller G.C. & Kravchenko V.D. & Chuang Li & Mooser J. & Orlova O. & Speidel W. & Witt T. 2005. The Nolidae (Lepidoptera) of Israel. Atalanta. 36(1/2): 248-256.
- Müller G.C. & Kravchenko V.D. & Chuang Li & Mooser J. & Phillips A. & Speidel W. & Orlova O. & Witt T.J. 2005. The Notodontidae (Lepidoptera) of Israel. Atalanta. 36(1/2): 237-247.
- Müller G.C. & Kravchenko V.D. & Li C. & Eitschberger U. & Hausmann A. & Miller M.A. & Orlova O. & Ortal R. & Speidel W. & Witt T.J. 2005. The Hawk Moths of Israel: Distribution, Phenology and and Ecology. Atalanta. 36(1/2): 222-236.
- Müller G.C. & Kravchenko V.D. & Li C. & Mooser J. & Orlova O.B. & Speidel W. & Witt T. 2005. The Nolidae (Lepidoptera) of Israel. Atalanta, Würzburg. 36(1/2): 248-256.
- Müller G.C. & Kravchenko V.D. & Li C. & Mooser J. & Speidel W. & Witt T.J. 2005. The Nolidae (Lepidoptera) of Israel. Atalanta. 36(1/2): 248-256.
- Müller G.C. & Kravchenko V.D. & Speidel W. & Hausmann A. & Orlova O.B. & Toledo J. & Witt T. 2005. Description of early stages and laboratory breeding of Olepa schleini Witt et al., 2005 (Lepidoptera: Arctiidae). Mitteilungen der Münchener Entomologischen Gesellschaft. 95: 11-18.
- Müller G.C. & Kravchenko V.D. & Speidel W. & Hausmann A. & Ortal R. & Miller M. & Orlova O. & Witt T. 2005. The distribution, phenology, ecology, behaviour and conservation issues of the new Israeli tiger moth Olepa schleini (Lepidoptera: Arctiidae). Mitteilungen der Münchener Entomologischen Gesellschaft. 95: 19-30.
- Müller G.C. & Kravchenko V. & Li C. & Eitschberger U. & Miller M.A. & Orlova O. & Speidel W. & Witt T. 2005. The Sphingidae of Jordan: Distribution, Phenology and. Atalanta, Würzburg. 36(1/2): 209-221.
- Witt T.J. & Müller G.C. & Kravchenko V.D. & Miller M.A. & Hausmann A. & Speidel W. 2005. A new Olepa species from Israel (Lepidoptera: Arctiidae). NachrBl. bayer. Ent. 54(3/4): 101-115.
- Zolotuhin V.V. & Witt T.J. 2005. Contribution to the knowledge of Indonesian Lasiocampidae (Lepidoptera). Tinea. 18(5): 59-68.
- Freina J. de. & Witt T. 2004. Paidia elegantia spec.nov., eine neue Flechtenbärenart aus dem südlichen Iran (Lepidoptera, Arctiidae, Lithosiinae). Atalanta. 36(1/2): 109-113,169-170.
- Ivinskis P. & Saldatis A. & Witt T. 2004. Acerbia cornuta spec.nov.and Acerbia seitzi micropuncta subspec.nov., (Lepidoptera, Arctiidae) from Central Asia. Atalanta. 35(3/4): 415-425.
- László G.M. & Ronkay G. & Witt T. 2004. New Species in the Genus Sarbena WALKER, 1862 (Lepidoptera, Nolidae).Investigations on Asian Nolidae I. Entomofauna. 25: 281-294.
- Saldaitis A. & Ivinskis P. & Witt T. 2004. Acerbia cornuta spec. nov. and Acerbia seitzi micropuncta subspec. nov. from Central Asia (Lepidoptera, Arctiidae). Atalanta (Marktleuthen). 35(3-4): 415-425, 488-491.
- Zolotuhin V.V. & Witt T.J. 2004. New and little-known species of the Lasiocampidae (Lepidoptera) from China. Tinea. 18(1): 36-42.
- Saldaitis A. & Ivinskis P. & Witt T. 2003. A new species, Acerbia churkini sp.n.(Lepidoptera, Arctiidae) from Kirghizia. Helios. 4: 291–300.
- Freina J. de. & Witt T. 2001. Zygaenoidea: Zygaenidae. In: Freina J. de.& Witt T (eds.), Die Bombyces und Sphinges der Westpalaearktis (Insecta, Lepidoptera), Band 3 (pp. 1-575), Edition Forschung & Wissenschaft Verlag GmbH, München.
- Freina J. de. & Witt T. 2001. Sesiidae. In: Freina J. de.& Witt T (eds.), Die Bombyces und Sphinges der Westpalaearktis (Insecta, Lepidoptera), Band 4 (pp. 1-432), Edition Forschung & Wissenschaft Verlag GmbH, München.
- Zolotuhin V.V. & Witt T.J. 2000. Moths of Vietnam with special reference to Mt.Fan-si-pan, Teil 2. The Camptolominae of Vietnam and adjacent territories (Lepidoptera, Noctuidae). Entomofauna Supplement. 11: 1-12.
- Zolotuhin V.V. & Witt T.J. 2000. Moths of Vietnam with special reference to Mt.Fan-si-pan", Teil 2. The Mirinidae of Vietnam. Entomofauna Supplement. 11: 13-24.
- Zolotuhin V.V. & Witt T.J. 2000. Moths of Vietnam with special reference to Mt.Fan-si-pan", Teil 2. The Lasiocampidae of Vietnam. Entomofauna Supplement. 11: 25-104.
- Zolotuhin V.V. & Witt T. 2000. Lasiocampidae of Nepal.Adenda and corrigenda to "Moths of Nepal", Parts 1-5.- Moths of Nepal. Tinea (Suppl.), part 6. 153-163.
- Zolotuhin V.V. & Treadaway C.J. & Witt T.J. 1998. The Lasiocampidae (Lepidoptera) of the Philippines. Nachr.entomol.Ver.Apollo (Frankfurt am Main), Suppl. 17: 133-222.
- Freina J.J. de & Witt T.J. 1994. Zur Kenntnis der Gattung Lithosarctia Daniel, 1954 mit Beschreibung zweier neuer Taxa (Lepidoptera, Arctiidae). Atalanta (Dezember 1994). 25(3/4): 535-542.
- Witt T. 1994. List of lepidopterological publications of Dr.Rupprecht Bender (in Zusammenarbeit mit W.A.NÄSSIG und R.SUMMKELLER). Heteroc.Sumatr. 7(2): 111-112.
- Witt T. 1993. Ein geographisch interessanter Neufund von Moffatia plumicauda Moore,1890 (Lepidoptera, Psychidae). Entomofauna. 14(25): 417-418.
- Freina J. de. & Witt T. 1990. Cossoidea: Cossidae, Limacodidae, Megalopygidae.Hepialoidea: Hepialidae.Pyraloidea: Thyridae.Zygaenoidea: Epipyropidae, Heterogynidae. In: Freina J. de.& Witt T (eds.), Die Bombyces und Sphinges der Westpalaearktis (Insecta, Lepidoptera), Band 2 (pp. 1-140), Edition Forschung & Wissenschaft Verlag GmbH, München.
- Freina J. de. & Witt T. 1990. Somabrachys aegrotus (Klug,1830) und Dyspessa emilia (Staudinger 1878), zwei neue Bombyces-Arten für die europäische Lepidopterenfauna (Lepidoptera: Megalopygidae, Cossidae). Ent.Z.Frankf.a.M. 100(8): 151-152.
- Freina J. de. & Witt T. 1990. Zur Systematik des paneremisch verbreiteten Dyspessa-foeda-vaulogeri-Komplexes mit Beschreibung einer neuen Unterart aus Südostspanien. NachrBl. bayer. Ent. 39(1): 20-25.
- Freina J. de. & Witt T. 1990. Exzeptionelle und partielle Parthenogenese bei Heterogyniden.Beschreibung der ersten Larvalstände und des Weibchens von Heterogynis andalusica thomas Zilli,1987 (Lepidoptera, Heterogynidae). Nota lepid. 13: 2-3.
- Freina J. de. & Witt T. 1989. Kritische Betrachtung der im Genus Stygia Latreille, 1803 zusammengefaßten Taxa (Lepidoptera, Cossidae). Mitt. Münch. Ent. Ges. 79: 119-125.
- Witt T. 1988. In Memoriam Dr. phil. Walter Forster (1910-1986). Nota lepid. 11(2): 90-98.
- Witt T. 1988. Friedrich Reichsgraf von Hartig (1900-1980). Entomofauna. 9(14): 317-330.
- Freina J. de. & Witt T. 1987. 32.Vorarbeit. Über Trennungsmerkmale und die Verbreitung von Cilix glaucata (Scopoli 1763) und Cilix asiatica 0.Bang-Haas 1907 (Lepidoptera, Drepanidae). NachrBl.bayer.ent. 36(l): 10-14.
- Freina J. de. & Witt T. 1987. Noctuoidea: Nolidae, Arctiidae, Syntomidae, Dilobidae, Lymantriidae, Notodontidae, Thaumetipoeidae, Thyretidae.Sphingoidea: Sphingidae.Geometridoidea: Axiidae, Drepanidae, Thyatiridae. Bombycoidea: Bombycidae, Brahmaeidae, Endromidae, Lasiocampidae, Lemoniidae, Saturniidae. In: Freina J. de.& Witt T (eds.), Die Bombyces und Sphinges der Westpalaearktis (Insecta, Lepidoptera), Band 1 (pp. 1-708), Edition Forschung & Wissenschaft Verlag GmbH, München.
- Freina J. de. & Witt T. 1987. Stoermeriana omana sp.n., eine bisher unbekannte Lasiocampidae-Art aus Südarabien (Lepidoptera, Lasiocampidae). Mitt.Münch.Ent.Ges. 78: 187-190.
- Witt T. 1987. Bibliographie des Lepidopterologen und Faunistikers Josef Thurner, Klagenfurt (Insecta, Lepidoptera). Entomofauna. 8(11): 221-224.
- Witt T. 1987. Franz Daniel (1895-1985). Entomofauna. 8(25): 353-359.
- Witt T. 1987. Lepidopterologische Sammelergebnisse der Reisen Franz Daniels nach Istrien in den Jahren 1965 mit 1971 (Lepidoptera, Bombyces et Sphinges). Entomofauna. 8(28): 413-440.
- Freina J.J. de & Witt T.J. 1985. Taxonomische Veränderungen bei den Bombyces und Sphinges Europas und Nordwestafrikas). Zur Nomenklatur und Systematik von Rhyparioides metelkanus (Lederer, 1861) (vorgeschlagen als nomen conservandum) und Rhyparioides metelkanus flavidus (Bremer, 1861) (Lepidoptera, Arctiidae IX). NachrBl. bayer. Ent. 34(4): 115-117.
- Freina J.J. de & Witt T.J. 1985. Taxonomische Veränderungen bei den Bombyces und Sphinges Europas und Nordwestafrikas. Zur Taxonomie der Gattung Setina Schrank, 1802, auf der Iberischen Halbinsel und in den Pyrenäen mit Neubeschreibung der Taxa Setina flavicans pseudoirrorella ssp. n. und Setina cantabrica sp. n. (Lepidoptera, Arctiidae, Lithosiinae, Endrosini). Entomofauna. 6(16): 205-220.
- Freina J. de. & Aussem B. & Witt T. 1985. 28.Vorarbeit. Zur Situation der Gattung Paidia Hübner,[1819] 1816 in Europa und Nordwestafrika (Lepidoptera, Arctiidae VII). Atalanta (April 1985). 16: 109-113.
- Freina J. de. & Witt T. 1985. 16.Vorarbeit.Über Taleporiinae Tutt 1900 (Lepidoptera: Psychidae III). Ent.Z.Frankf.a.M.(l April 1985)(Diese Arbeit betrifft BandII). 95(7): 84-90.
- Freina J. de. & Witt T. 1985. Arctia weigerti sp.n., eine neue Bärenspinnerart aus dem Karakorum (Lepidoptera, Arctiidae). Nota lepid. 8(1): 21-24.
- Freina J. de. & Witt T. 1985. 30.Vorarbeit.Helianthocampa gen.nov.; Traumatocampa galaica (Palanca Soler et al.1982) comb.nov.et syn.nov.(Lepidoptera, Thaumetopoeidae, Thaumetopoeinae). Nota lepid (30 Juni 1985). 8(2): 175-183.
- Freina J. de. & Witt T. 1985. 29.Vorarbeit.Zur Taxonomie der Gattung Setina Schrank, 1802, auf der Iberischen Halbinsel und in den Pyrenäen mit Neubeschreibung der Taxa Setina flavicans pseudoirrorella ssp.n.und Setina cantabrica sp.n.(Lepidoptera, Arctiidae, Lithosiinae, Endrosini). Entomofauna (20 August 1985). 6(16): 205-219.
- Freina J. de. & Witt T. 1985. 31.Vorarbeit.Zur Nomenklatur und Systematik von Rhyparioides metelkanus (Lederer, 1861) (vorgeschlagen als nomen conservandum) und Rhyparioides metelkanus flavidus (Bremer, 1861) (Lepidoptera, Arctiidae VIII). NachrBl.bayer.ent (15 Dezember 1985). 34: 115-117.
- Witt T. 1985. Bombyces und Sphinges aus Korea, III. (Lepidoptera: Notodontidae, Thyatiridae, Limacodidae, Sesiidae, Cossidae). Folia Entomologica Hungarica. 46(2): 195-210.
- Witt T. 1985. Neue und bemerkenswerte Heterocerennachweise aus Griechenland (Lepidoptera, Arctiidae, Lymantriidae, Thyatiridae, Psychidae). NachrBl. bayer. Ent. 34(2): 47-49.
- Witt T. 1985. Ocneria prolai Hartig, 1963 (Lepidoptera: Lymantriidae): a second record fromYugoslavia. Entomologist's Gaz. 36: 104.
- Witt T. 1985. Bombyces und Sphinges aus Korea, II (Zygaenidae, Ctenuchidae, Nolidae, Arctiidae, Lymantriidae, Lasiocampidae, Bombycidae, Cyclidiidae, Drepanidae, Saturniidae). Folia Ent.Hung. XLVI(2): 179-210.
- Freina J.J. de. & Ströhle M. & Witt T.J. 1984. 23. Vorarbeit. Taxonomische Veränderungen bei den Bombyces und Sphinges Europas und Nordwestafrikas. Untersuchungen zur Systematik der westpaläarktischen Populationen des Teia dubia (Tauscher, 1806). Entomofauna (20. Oktober 1984). 5(25): 287-298.
- Freina J.J. de & Witt T.J. 1984. Taxonomische Veränderungen bei den Bombyces und Sphinges Europas und Nordwestafrikas. Revision des Macrothylacia rubi-digramma-Komplexes (Lepidoptera:, Lasiocampidae V). Nota lepidopterologica. 7(1): 27—38.
- Freina J.J. de & Witt T.J. 1984. Taxonomische Veränderungen bei den Bombyces und Sphinges Europas und Nordwestafrikas. Über Taleporia improvisella (Staudinger, 1859) und Taleporia pseudoimprovisella sp. n. (Lepidoptera, Psychidae II). Entomofauna. 5(13): 153-164.
- Freina J. de. & Witt T. 1984. II.Vorarbeit. Untersuchungen zur Bestätigung des Artrechtes von Narycia monilifera (Geoffroy, 1785) und Narycia astrella (Herrich-Schäffer, 1851). NachrBl. bayer. ent (15. Februar 1984) (Diese Arbeitbetrifft BandII). 33: 19-25.
- Freina J. de. & Witt T. 1984. 13.Vorarbeit.Revision des Macrothylacia rubi-digramma-Komplexes (Lepidoptera, Lasiocampidae V). Nota lepid.(31. März 1984). 7(1): 27-38.
- Freina J. de. & Witt T. 1984. Setina pontica stat.nov., die Flechtenbärenart aus dem Nordostanatolisch-kaukasischen Raum (Lepidoptera, Lithosiidae). NachrBl. bayer. Ent. 33(2): 50-57.
- Freina J. de. & Witt T. 1984 [1983]. 10.Vorarbeit. Taxonomische und zoogeographische Studien an Cymbalophora rivularis (Menetries, 1832) (Lepidoptera: Arctiidae). Mitt. ArbGem. öst. Ent. (Mai 1984). 35(3/4): 101-105.
- Freina J. de. & Witt T. 1984. 22. Vorarbeit. 23. Vorarbeit. Taxonomische Veränderungen bei den Bombyces und Sphinges Europas und Nordwestafrikas. Laelia raczi de Laever, 1980, ein Synonym zu Laelia coenosa (Hübner, [1808]) (Lepidoptera, Lymantriidae). Atalanta (Juni 1984). XV: 147-152.
- Freina J. de. & Witt T. 1984. 15.Vorarbeit.Über Taleporia improvisella (Staudinger, 1859) und Taleporia pseudoimprovisella sp.n.(Lepidoptera, Psychidae II). Entomofauna (15 Juni 1984)(Diese Arbeit betrifft BandII). 5(13): 153-163.
- Freina J. de. & Witt T. 1984. 19.Vorarbeit.(Lepidoptera, Noctuoidea: Nolidae l). Nota lepid.(30 Juni 1984). 7(2): 132-142.
- Freina J. de. & Witt T. 1984. 18. Vorarbeit. Probleme bei der Bewertung niederer taxonomischer Kategorien am Beispiel von Chelis maculosa(Gerning, 1780)(Lepidoptera: Arctiidae). Ent. Z. Frankf.a.M. (l. August 1984). 94(15): 209-216.
- Freina J. de. & Witt T. 1984. 14.Vorarbeit. Modifications taxinomiques dans les Sphingides et Syntomides d'Europe et de l'Afrique du Nord occidentale (Lepidoptera). Alexanor (15. August 1984). 13(6): 283-288.
- Freina J. de. & Witt T. 1984. 21.Vorarbeit. Über die Berechtigung von Unterarten bei Spiris striata (Linnaeus, 1758) und Coscinia cribraria (Linnaeus, 1758).Ergebnisse einer Teilrevision. Nota lepid (30. September 1984). 7(3): 223-236.
- Freina J. de. & Witt T. 1984. 17.Vorarbeit. Über die phänotypische Variabilität von Phragmatobia fuliginosa (Linnaeus, 1758) (Lepidoptera, Arctiidae). Entomofauna (l Oktober 1984). 5(21): 251-255.
- Freina J. de. & Witt T. 1984. 20. Vorarbeit.Antennola gen.n.; Antennola impura (Mann, 1862) comb.n.neu für Europa (Lepidoptera, Noiidae II). Entomofauna (10 Oktober 1984). 5(23): 267-272.
- Freina J. de. & Witt T. 1984. 25.Vorarbeit. Taxonomische Veränderungen bei den Bombyces und Sphinges Europas und Nordwestafrikas. Kritische Betrachtung der Gattung Albarracina Staudinger, 1883 (Lepidoptera, Lymantriidae IV). Atalanta (Oktober 1984). XV: 372-376.
- Freina J. de. & Witt T. 1984. 24.Vorarbeit. Zwei neue Arctiidaegattungen für den westpaläarktischen Faunenbereich: Watsonarctia gen.n.und Maurica gen.n.(Lepidoptera, Arctiidae). Entomofauna (5 November 1984). 5(28): 323-334.
- Freina J. de. & Witt T. 1984. 26.Vorarbeit.Nachweis der Konspezifität von Euproctis charmetanti (Vuillot, 1890), Euproctis boulifa Dumont, 1922 und Euproctis durandi (Lucas, 1926) mit Euproctis chrysophaea (Walker,1865) (Lepidoptera, Lymantriidae V). Nota lepid (31 Dezember 1984). 7(4): 323-329.
- Freina J. de. & Witt T. 1984. 27.Vorarbeit.Lepidoptera, Noctuoidea: Arctiidae VI. Nota lepid (31 Dezember 1984). 7(4): 330-336.
- Witt T. 1984. Bibliographie des Psychidae-Spezialisten Leo Sieder, Klagenfurt (Lepidoptera: Psychidae). Entomofauna. 5(4): 45-49.
- Witt T. 1984. Der Erstnachweis von Pelosia obtusa (HERRICH-SCHÄFFER, 1852) für die Iberische Halbinsel: Pelosia obtusa pavlasi ssp.n.sowie ein Abriß über die bisher bekannte Verbreitung der Art.(Lepidoptera: Arctiidae, Lithosiinae). Entomofauna. 5(10): 125-136.
- Witt T. 1984. Eilema lutarella diluta (ROTHSCHILD) (Lepidoptera: Lithosiidae) new for Morocco. Entomologist's Gazette. 35: 232.
- Freina J. de. & Witt T. 1983. 2.Vorarbeit (Lepidoptera, Notodontidae l). Ent.2 (l. Februar 1983). 93: 21-29.
- Freina J. de. & Witt T. 1983. 3.Vorarbeit (Lepidoptera, Notodontidae II). Entomofauna (15. Februar 1983). 4(3): 61-74.
- Freina J. de. & Witt T. 1983. 6.Vorarbeit. Taxonomische Veränderungen bei den Bombyces und Sphinges Europas und Nordwestafrikas. (Lepidoptera: Notodontidae III). Mitt. ent. Ges. Basel (März 1983). 33(1): 3-9.
- Freina J. de. & Witt T. 1983. 4. Vorarbeit. Taxonomische Veränderungen bei den Bombyces und Sphinges Europas und Nordwestafrikas. Dendrolimus pini (Linne, 1767) und ihre Unterarten (Lepidoptera, Lasiocampidae II). Atalanta (Mai 1983). XIV: 31-49.
- Freina J. de. & Witt T. 1983. 5. Vorarbeit. Taxonomische Veränderungen bei den Bombyces und Sphinges Europas und Nordwestafrikas. (Lepidoptera: Lemoniidae, Lasiocampidae l). Nota lepid. 6: 2-3.
- Freina J. de. & Witt T. 1983. Zwei neue Lycaenidae-Arten aus Türkisch Kurdistan: Lysandra dezina sp.n.und Polyommatus ciloicus sp.n.(Lepidoptera, Lycaenidae). Entomofauna. 4(14): 181-197.
- Freina J. de. & Witt T. 1983. 7.Vorarbeit. Taxonomische Veränderungen bei den Bombyces und Sphinges Europas und Nordwestafrikas(Lepidoptera: Endromidae, Saturniidae, Drepanidae, Lasiocampidae III). Ent. Z. Frankf.a.M. (15. Juli 1983). 93(14): 193-204.
- Freina J. de. & Witt T. 1983. 8.Vorarbeit. Taxonomische Veränderungen bei den Bombyces und Sphinges Europas und Nordwestafrikas (Lepidoptera, Lymantriidae). NachrBl. bayer. Ent. (15. Oktober 1983). 32(3): 81-88.
- Freina J. de. & Witt T. 1983. Taxonomische Veränderungen bei den Bombyces und Sphinges Europas und Nordwestafrikas (Lepidoptera: Geometroidea, Axiidae). Mitt. ArbGem. öst. Ent. 35(1/2): 17-20.
- Freina J. de. & Witt T. 1983. 12.Vorarbeit. Stoermeriana gen.nov., eine neue Gattung der Familie Lasiocampidae (Lepidoptera: Lasiocampidae IV). Mitt.münch.ent.Ges (31. Dezember 1983). 73: 15-22.
- Witt T. 1983. Ocnogyna parasita (HÜBNER, 1790) neu für die Insel Lesbos, Griechenland (Lepidoptera, Arctiidae). NachrBl. bayer. Ent. 32(4): 126-127.
- Witt T. 1983. Apaidia rufeola (RAMBUR, 1832) (Lepidoptera: Lithosiidae) new for the Balearic Islands. Entomologist's Gazette. 24: 235.
- Witt T. 1983. Stygia mosulensis (Lepidoptera: Lithosiidae) new for Morocco. Entomologist's Gazette. 34: 236.
- Witt T. 1983. Bibliographie der Macrolepidopterenfauna Südbayerns und der angrenzenden nördlichen Kalkalpen.Vorarbeit zur Erstellung der Fauna Lepidopterologica Bavarica. Entomofauna. 3(27): 439-456.
- Witt T. 1983. Die Verbreitung von Peridea korbi (Rebel, 1918) (Lepidoptera, Notodontidae). NachrBl. bayer. Ent. 32(1): 28-30.
- Aussem B. & Freina J.D.E. & Scheuringer E. & Wiegel K.H. & Witt T. 1982. Fauna Bavarica Lepidopterologica, Aufruf zur Mitarbeit an der Erstellung der Macrolepidopterenfauna Südbayerns. NachrBl.bayer.Ent. 31(2): 27-30.
- Freina J. de. & Witt T. 1982. Nachweis von Brahmaea (Brahmophthalma) wallichii (Gray, 1833) im westlichen Himalaya: Brahmaea wallichii saifulica ssp. n. (Brahmaeidae). Nota lepid. 5(2/3): 81-85.
- Freina J. de. & Witt T. 1982. l. Vorarbeit. Taxonomische Veränderungen bei den Bombyces und Sphinges Europas und Nordwestafrikas. (Lepidoptera: Thaumetopoeidae, Ctenuchidae). Atalanta (Dezember 1982). XI: 309-317.
- Witt T. 1982. Die Verbreitung von Lasiocampa grandis (ROGENHOFER, 1891) in Europa (Lepidoptera, Lasiocampidae). NachrBl. bayer. Ent. 31(2): 27-30.
- Witt T. 1982. Neue Funde von Dendrolimus benderi de Lajonquière, 1975 (Lepidoptera, Lasiocampidae). Entomofauna. 3(3): 27-30.
- Witt T. 1982. Eine neue Unterart von Axia theresiae (KORB, 1899) aus der Türkei und Bemerkungen zum Typenverbleib der von Dr.Werner Märten aufgestellten Taxa der Gattung Axia HÜBNER, [1821] 1816 (Lepidoptera, Axiidae). Entomofauna. 3(11): 145-158.
- Witt T. 1981. Rhegmatophila Aussemi sp.n.(Lepidoptera, Notodontidae). Entomofauna. 2(7): 81-92.
- Witt T. 1981. Neue Funde von Phragmacossia albida (Erschoff, 1874) und Hepialus adriaticus Osthelder, 1931 (Lepidoptera, Cossidae, Hepialidae). Entomofauna. 2(11): 133-150.
- Witt T. 1981. Trichiura verenae sp.n.(Lepidoptera, Lasiocampidae). Entomofauna. 2(23): 263-284.
- Witt T. 1980. Die Verbreitung und Rassenbildung von Ocnogyna parasita (HÜBNER, 1790) (Lepidoptera, Arctiidae). Mitt.münch.ent.Ges. 69: 133-165.
- Witt T. 1980. Herbert Meier (1919-1977) Nekrolog mit Bibliographie und Typenfestlegung (Lepidoptera: Psychidae und Zygaenidae). Entomofauna. 1(6): 65-72.
- Witt T. 1980. Melanismus und geographische Variabilität bei Notodonta dromedarius (LINNÉ, 1767) (Lepidoptera, Notodontidae). Entomofauna. 1(7): 73-94.
- Witt T. 1980. Bombyces und Sphinges aus Korea I (Lepidoptera: Bombycidae, Sphingidae). Folia Ent.Hung. XLI(1): 167-174.
- Witt T. 1980. Description of a new species and new subspecies of the genus Anaea Hübner, 1819, from the Yucatán peninsula, with notes on other species (Lepidoptera, Nymphalidae, Charaxinae). Entomofauna. 1(18): 366-383.
- Witt T. 1979. Pelosia hispanica sp.n.(Lepidoptera, Lithosiinae). NachrBl. bayer. Ent. 28(4): 70-74.
- Witt T. 1979. Lemonia pia friedeli n.ssp. (Lepidoptera, Lemoniidae). Z. ArbGem. öst. Ent. 31(1/2): 17-20.
- Baumann H. & Witt T. 1977. Zur Tagfalterfauna des Chanchamayogebietes in Peru, Teil II, Charaxinae. Mitt.münch.ent.Ges. 66: 141-177.
- Daniel F. & Witt T. 1975 [1974]. Beiträge zur Lepidopterenfauna Marokkos - Bombyces et Sphinges. Z. ArbGem. öst. Ent. 26(1): 1-15.
- Schulte A. & Witt T. 1975. Eriogaster amygdali reshoefti n.ssp., eine neue Lasiocampidae aus Afghanistan (Lep.). Ent. Zeitschrift. 85(12): 129-133.
- Daniel F. & Witt Th. 1974 [1975]. Beiträge zur Lepidopterenfauna Marokkos – Bombyces et Sphinges. Ztschr. ArbGem Österr. Ent. 26(1): 1-15.
- Witt T. 1974 [1972]. Peridea korbi REBEL, bona species, und ihre Rassen (Lep.Notodontidae). Z. ArbGem. öst. Ent. 24(3): 89-102.
- Witt T.J. 1972. Zum Melanismus von Melanargia galathea L. (Lep.Satyridae). NachrBl. bayer. Ent. 21(1): 1-2.
- Witt T. 1972. Beiträge zur Kenntnis der Gattung Anaea Hübner, (1819) (Lep., Nymphalidae). Mitt.münch.ent.Ges. 62: 163-183.
- Witt T. 1970. Beiträge zur Kenntnis der Insektenfauna Boliviens XXII., Lepidoptera V., Gattung Anaea Hübner, 1819 (Nymphalidae). Veröff. Zool. Staatssamml. München. 14: 43-73.
- Witt T. 1969. Eine Sammelreise nach Ungarn. Mitt.Int.ent.Ver.Frankfurt a.M. 1(1): 9-20.
- Witt T. 1968. Das Weibchen von Anaea phoebe (Druce, 1877) (Lepidoptera, Nymphalidae). Mitt. münch. ent.Ges. 59: 32-34.
- Witt T. 1967. Einige bemerkenswerte Mosaikzwitter von Aglia tau (Lep., Saturniidae). Ent. Z. Frankf.a.M. 77(6): 66-69.
- Witt T.J. 1966. Die Weibchen von Anaea hirta Weymer und Anaea pasibula Doubleday (Lepidoptera, Nymphalidae). Mitteilungen der Münchner Entomologischen Gesellschaft Jhg. 56: S. 186-189, online